# 예수와 간음한 여인

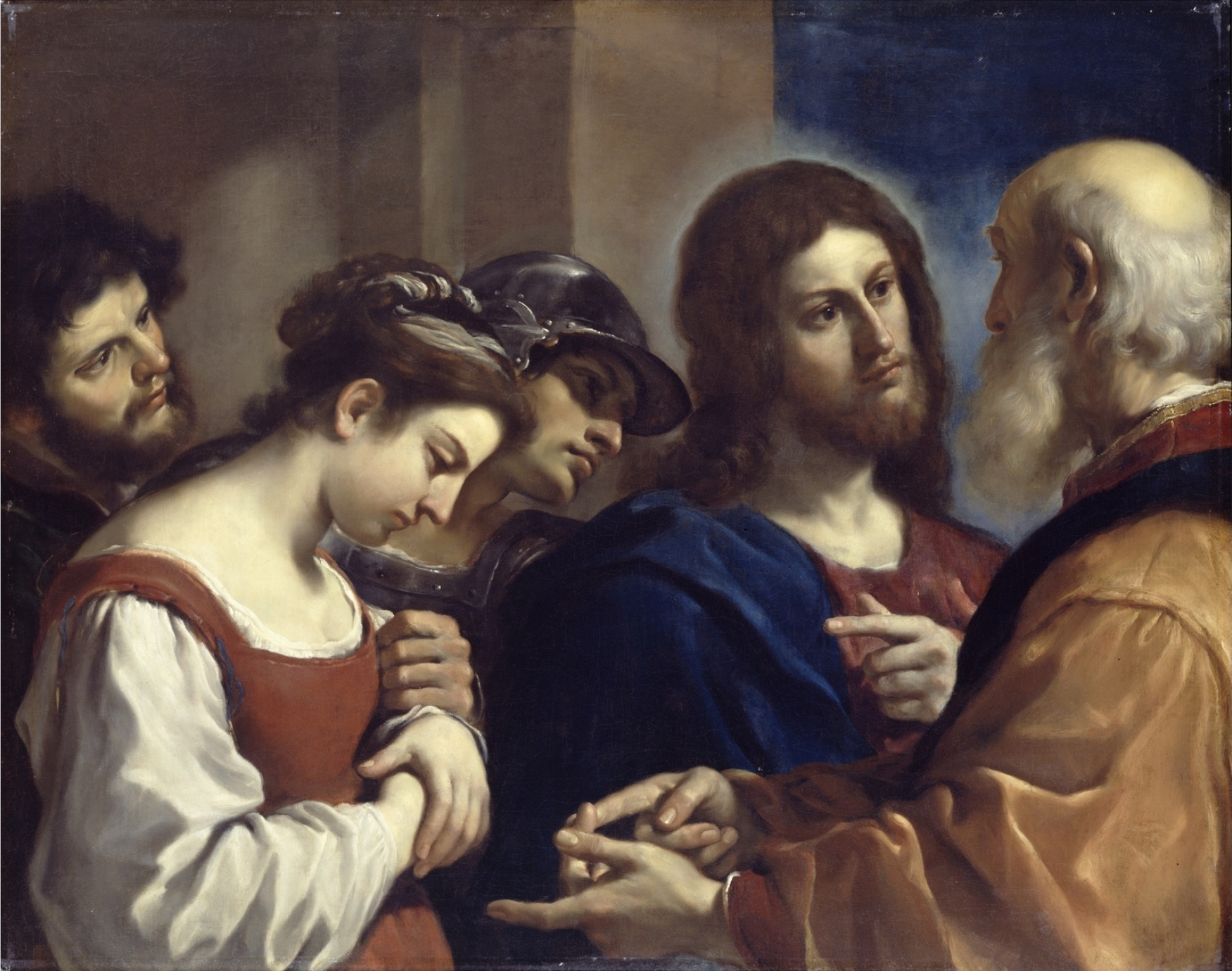
예수와 간음한 여인

예수와 간음한 여인(Pericope Adulteræ)는 요한 복음서 7장 53절에서 8장 11절까지 나오는 일화로 예수님이 간음한 여인을 어떻게 처벌할 지 묻는 바리사이파에게, 죄없는 자가 치라고 하여 사형을 면하게 하고 용서한 일화다. 초기 그리스어 사본에는 없어서 다수의 성서학자는 요한이 기록한 것은 아니라고 본다.

## 배경
모세의 율법은 간음한 여인을 돌로 치라고 규정하였지만, 당시 로마의 지배에 있던 이 지역에서 사형 집행에는 로마 총독의 허가가 필요하였다. 바이사이파들은 이러한 상황을 이용하여 예수를 곤경에 처하게 하려 하였다.